# Castelli di Jesi Verdicchio Riserva
Mit dem Namen Castelli di Jesi Verdicchio Riserva DOCG wird ein italienischer Weißwein aus den Provinzen Ancona und Macerata, Region Marken bezeichnet. Der Wein besitzt seit dem Jahr 1995 eine „kontrollierte und garantierte Herkunftsbezeichnung“ (DOCG), die zuletzt am 7. März 2014 aktualisiert wurde. Es gibt den Wein auch mit dem Prädikat „Classico“.

## Erzeugung
Für den Wein schreibt die Denomination folgende Rebsorte vor:
- mindestens 85 % Verdicchio
- höchstens 15 % andere weiße Rebsorten – einzeln oder gemeinsam, die für den Anbau in der Region Marken zugelassen sind.

Der Wein muss mindestens 18 Monate reifen, davon mind. sechs Monate in der Flasche, bevor er in den Verkauf gelangen darf.

## Anbau
Anbau und Vinifikation dieser Weine sind nur in den Provinzen Ancona und Macerata in der Region Marken gestattet. Die zugelassenen Gemeinden sind: Filottrano, Jesi und Cingoli. Die Weine, die aus der ursprünglichen, der klassischen Anbauzone kommen, dürfen das Prädikat „Classico“ tragen.

## Beschreibung
Laut Denomination:
- Farbe: strohgelb, mehr oder weniger intensiv
- Geruch: zart, charakteristisch
- Geschmack: trocken, harmonisch mit einem angenehm bitteren Nachgeschmack
- Alkoholgehalt: mindestens 12,5 Vol.-%
- Säuregehalt: mind. 4,5 g/l
- Trockenextrakt: mind. 17,0 g/l